# Трансамериканский кошачьеглазый уж
Трансамериканский кошачьеглазый уж, или трансамериканская кошачья змея (лат. Leptodeira septentrionalis) — ядовитая змея семейства ужеобразных.

## Описание
Общая длина достигает 1 м. Голова широкая, глаза большие, зрачки вертикальные. Туловище стройное с гладкой чешуёй. Окраска кремового или светло-коричневого цвета, вдоль спины тянется ряд неодинаковых тёмно-коричневых или чёрных пятен.

## Образ жизни
Населяет влажные места: у ручьёв, озёр или во влажных лесах. Активен ночью. Питается лягушками и их яйцами.
Яд слабый и не представляет угрозу для жизни человека.

## Размножение
Это яйцекладущая змея.

## Распространение
Обитает от южного Техаса (США) через Центральную Америку до Перу и Эквадора.